# Boijes privatsjukhus
Boijes privatsjukhus var ett sjukhus på Bulevarden i Helsingfors. Det grundades 1904 av doktorerna Oskar Arvid Boije (1868-1941) och Johan Walter Parviainen (1869-1925). Boijes sjukhus var specialiserat på kvinnosjukdomar. Sjukhuset hade även en förlossningsavdelning. Efter att ha varit på Elisabetsgatan 16 flyttade verksamheten till Bulevarden 22/Fredriksgatan 37. Sjukhuset lades ned 1979.
Jörn Donner föddes på Boijes privatsjukhus.